# Kniekehllymphknoten

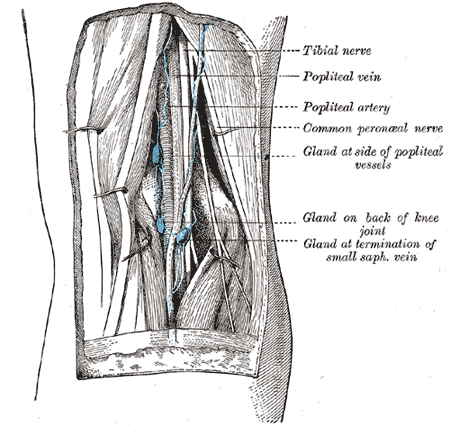
Kniekehllymphknoten des Menschen

Die Kniekehllymphknoten (Nodi lymphoidei [Nll.] poplitei oder Lymphonodi [Lnn.] poplitei) sind eine Ansammlung von Lymphknoten in der Kniekehle bei Säugetieren. Vergleichend-anatomisch werden sie zum Kniekehllymphzentrum (Lymphocentrum popliteum) gerechnet. Beim Menschen und auch bei Schweinen unterscheidet man zwei Lymphknotengruppen, die oberflächlichen und die tiefen Kniekehllymphknoten. Bei anderen Säugetieren ist zumeist nur eine dieser Gruppen ausgebildet. Das Einzugsgebiet (tributäres Gebiet) umfasst das Bein unterhalb des Knies.
Die oberflächlichen Kniekehllymphknoten (Nll. poplitei superficiales) liegen an der Mündung der Vena saphena parva. Ihr tributäres Gebiet sind die Wade und der seitliche Fuß. Raubtiere besitzen in der Regel einen einzelnen oberflächlichen Lymphknoten in der Kniekehle (Ln. popliteus superficialis), der wie beim Menschen tastbar ist.
Die tiefen Kniekehllymphknoten (Nll. poplitei profundi) liegen in Fett eingebettet unter der Kniefaszie an der Vena poplitea. Ihr Einzugsgebiet ist die Rückseite des Unterschenkels. Bei Wiederkäuern und Pferden kommen ausschließlich tiefe Kniekehllymphknoten liegen vor, die am Musculus gastrocnemius in der Tiefe der Kniekehle liegen. Die tiefen Kniekehllymphknoten sind am lebenden Individuum zumeist nicht tastbar.